# Grand Prix Formule 1 van Japan 2023
De Grand Prix Formule 1 van Japan 2023 werd verreden op 24 september op het Suzuka International Racing Course in Suzuka. Het was de zestiende race van het seizoen.
Liam Lawson verving voor de vierde keer Daniel Ricciardo, die door herstel van een gebroken middenhandsbeentje niet in de AlphaTauri kon plaatsnemen.

## Vrije trainingen

### Uitslagen
- Enkel de top vijf wordt weergegeven.

| Vrije training 1 | Pos. | Nr. | Coureur          | Constructeur               | Tijd     |
| ---------------- | ---- | --- | ---------------- | -------------------------- | -------- |
| Vrije training 1 | 1    | 1   | Max Verstappen   | Red Bull Racing-Honda RBPT | 1:31.647 |
| Vrije training 1 | 2    | 55  | Carlos Sainz jr. | Ferrari                    | 1:32.273 |
| Vrije training 1 | 3    | 4   | Lando Norris     | McLaren-Mercedes           | 1:32.392 |
| Vrije training 1 | 4    | 16  | Charles Leclerc  | Ferrari                    | 1:32.574 |
| Vrije training 1 | 5    | 22  | Yuki Tsunoda     | AlphaTauri-Honda RBPT      | 1:32.597 |
| Vrije training 2 | Pos. | Nr. | Coureur          | Constructeur               | Tijd     |
| Vrije training 2 | 1    | 1   | Max Verstappen   | Red Bull Racing-Honda RBPT | 1:30.688 |
| Vrije training 2 | 2    | 16  | Charles Leclerc  | Ferrari                    | 1:31.008 |
| Vrije training 2 | 3    | 4   | Lando Norris     | McLaren-Mercedes           | 1:31.152 |
| Vrije training 2 | 4    | 55  | Carlos Sainz jr. | Ferrari                    | 1:31.237 |
| Vrije training 2 | 5    | 63  | George Russell   | Mercedes                   | 1:31.328 |
| Vrije training 3 | Pos. | Nr. | Coureur          | Constructeur               | Tijd     |
| Vrije training 3 | 1    | 1   | Max Verstappen   | Red Bull Racing-Honda RBPT | 1:30.267 |
| Vrije training 3 | 2    | 4   | Lando Norris     | McLaren-Mercedes           | 1:30.507 |
| Vrije training 3 | 3    | 81  | Oscar Piastri    | McLaren-Mercedes           | 1:30.555 |
| Vrije training 3 | 4    | 11  | Sergio Pérez     | Red Bull-Honda RBPT        | 1:31.004 |
| Vrije training 3 | 5    | 16  | Charles Leclerc  | Ferrari                    | 1:31.022 |

## Kwalificatie
Max Verstappen behaalde de negenentwintigste pole position in zijn carrière.
| Pos.                   | Nr. | Coureur          | Constructeur               | Kwalificatietijden | Kwalificatietijden | Kwalificatietijden | Grid |
| Pos.                   | Nr. | Coureur          | Constructeur               | Q1                 | Q2                 | Q3                 | Grid |
| ---------------------- | --- | ---------------- | -------------------------- | ------------------ | ------------------ | ------------------ | ---- |
| 1                      | 1   | Max Verstappen   | Red Bull Racing-Honda RBPT | 1:29.878           | 1:29.964           | 1:28.877           | 1    |
| 2                      | 81  | Oscar Piastri    | McLaren-Mercedes           | 1:30.439           | 1:30.122           | 1:29.458           | 2    |
| 3                      | 4   | Lando Norris     | McLaren-Mercedes           | 1:30.063           | 1:30.296           | 1:29.493           | 3    |
| 4                      | 16  | Charles Leclerc  | Ferrari                    | 1:30.393           | 1:29.940           | 1:29.542           | 4    |
| 5                      | 11  | Sergio Pérez     | Red Bull Racing-Honda RBPT | 1:30.652           | 1:29.965           | 1:29.650           | 5    |
| 6                      | 55  | Carlos Sainz jr. | Ferrari                    | 1:30.651           | 1:30.067           | 1:29.850           | 6    |
| 7                      | 44  | Lewis Hamilton   | Mercedes                   | 1:30.811 *1        | 1:30.040           | 1:29.908           | 7    |
| 8                      | 63  | George Russell   | Mercedes                   | 1:30.811 *1        | 1:30.268           | 1:30.219           | 8    |
| 9                      | 22  | Yuki Tsunoda     | AlphaTauri-Honda RBPT      | 1:30.733           | 1:30.204           | 1:30.303           | 9    |
| 10                     | 14  | Fernando Alonso  | Aston Martin-Mercedes      | 1:30.971           | 1:30.465           | 1:30.560           | 10   |
| 11                     | 40  | Liam Lawson      | AlphaTauri-Honda RBPT      | 1:30.425           | 1:30.508           |                    | 11   |
| 12                     | 10  | Pierre Gasly     | Alpine-Renault             | 1:30.843           | 1:30.509           |                    | 12   |
| 13                     | 23  | Alexander Albon  | Williams-Mercedes          | 1:30.941           | 1:30.537           |                    | 13   |
| 14                     | 31  | Esteban Ocon     | Alpine-Renault             | 1:30.960           | 1:30.586           |                    | 14   |
| 15                     | 20  | Kevin Magnussen  | Haas-Ferrari               | 1:30.976           | 1:30.665           |                    | 15   |
| 16                     | 77  | Valtteri Bottas  | Alfa Romeo-Ferrari         | 1:31.049           |                    |                    | 16   |
| 17                     | 18  | Lance Stroll     | Aston Martin-Mercedes      | 1:31.181           |                    |                    | 17   |
| 18                     | 27  | Nico Hülkenberg  | Haas-Ferrari               | 1:31.299           |                    |                    | 18   |
| 19                     | 24  | Zhou Guanyu      | Alfa Romeo-Ferrari         | 1:31.398           |                    |                    | 19   |
| Q1 107% tijd: 1:36.169 |     |                  |                            |                    |                    |                    |      |
| DNQ                    | 2   | Logan Sargeant   | Williams-Mercedes          | Geen tijd *2       |                    |                    | 20   |

*1 George Russell en Lewis Hamilton reden exact dezelfde tijd tijdens Q1, Russell eindigde Q1 op de negende plaats omdat hij de tijd eerder op de klokken zette dan Hamilton.

*2 Logan Sargeant zette geen tijd neer tijdens Q1 maar mocht van de stewards wel aan de wedstrijd deelnemen.

## Wedstrijd
Max Verstappen behaalde de achtenveertigste Grand Prix-overwinning in zijn carrière.
| Pos.               | Nr. | Coureur          | Constructeur               | Rondes | Tijd / Oorzaak Uitval | Grid | Punten |
| ------------------ | --- | ---------------- | -------------------------- | ------ | --------------------- | ---- | ------ |
| 1                  | 1   | Max Verstappen   | Red Bull Racing-Honda RBPT | 53     | 1:30:58.421           | 1    | 26S    |
| 2                  | 4   | Lando Norris     | McLaren-Mercedes           | 53     | +19.387               | 3    | 18     |
| 3                  | 81  | Oscar Piastri    | McLaren-Mercedes           | 53     | +36.494               | 2    | 15     |
| 4                  | 16  | Charles Leclerc  | Ferrari                    | 53     | +43.998               | 4    | 12     |
| 5                  | 44  | Lewis Hamilton   | Mercedes                   | 53     | +49.376               | 7    | 10     |
| 6                  | 55  | Carlos Sainz jr. | Ferrari                    | 53     | +50.221               | 6    | 8      |
| 7                  | 63  | George Russell   | Mercedes                   | 53     | +57.659               | 8    | 6      |
| 8                  | 14  | Fernando Alonso  | Aston Martin-Mercedes      | 53     | +1:14.725             | 10   | 4      |
| 9                  | 31  | Esteban Ocon     | Alpine-Renault             | 53     | +1:19.678             | 14   | 2      |
| 10                 | 10  | Pierre Gasly     | Alpine-Renault             | 53     | +1:23.155             | 12   | 1      |
| 11                 | 40  | Liam Lawson      | AlphaTauri-Honda RBPT      | 52     | +1 ronde              | 11   |        |
| 12                 | 22  | Yuki Tsunoda     | AlphaTauri-Honda RBPT      | 52     | +1 ronde              | 9    |        |
| 13                 | 24  | Zhou Guanyu      | Alfa Romeo-Ferrari         | 52     | +1 ronde              | 19   |        |
| 14                 | 27  | Nico Hülkenberg  | Haas-Ferrari               | 52     | +1 ronde              | 18   |        |
| 15                 | 20  | Kevin Magnussen  | Haas-Ferrari               | 52     | +1 ronde              | 15   |        |
| DNF                | 23  | Alexander Albon  | Williams-Mercedes          | 26     | Botsingschade         | 13   |        |
| DNF                | 2   | Logan Sargeant   | Williams-Mercedes          | 22     | Botsingschade         | Pit  |        |
| DNF                | 18  | Lance Stroll     | Aston Martin-Mercedes      | 20     | Achtervleugel         | 17   |        |
| DNF                | 11  | Sergio Pérez     | Red Bull Racing-Honda RBPT | 15     | Botsingschade         | 5    |        |
| DNF                | 77  | Valtteri Bottas  | Alfa Romeo-Ferrari         | 7      | Botsingschade         | 16   |        |
| Bron: formula1.com |     |                  |                            |        |                       |      |        |

S Max Verstappen reed voor de achtentwintigste keer in zijn carrière een snelste ronde en behaalde hiermee een extra punt.

## Tussenstanden wereldkampioenschap
Betreft tussenstanden voor het wereldkampioenschap na afloop van de race.

Red Bull Racing-Honda RBPT behaalde het constructeurskampioenschap voor 2023.

### Coureurs
| Pos. | Nr. | Coureur          | Constructeur               | Punten |
| ---- | --- | ---------------- | -------------------------- | ------ |
| 1    | 1   | Max Verstappen   | Red Bull Racing-Honda RBPT | 400    |
| 2    | 11  | Sergio Pérez     | Red Bull Racing-Honda RBPT | 223    |
| 3    | 44  | Lewis Hamilton   | Mercedes                   | 190    |
| 4    | 14  | Fernando Alonso  | Aston Martin-Mercedes      | 174    |
| 5    | 55  | Carlos Sainz jr. | Ferrari                    | 150    |
| 6    | 16  | Charles Leclerc  | Ferrari                    | 135    |
| 7    | 4   | Lando Norris     | McLaren-Mercedes           | 115    |
| 8    | 63  | George Russell   | Mercedes                   | 115    |
| 9    | 18  | Oscar Piastri    | McLaren-Mercedes           | 57     |
| 10   | 31  | Lance Stroll     | Aston Martin-Mercedes      | 47     |

### Constructeurs
| Pos. | Constructeur               | Punten |
| ---- | -------------------------- | ------ |
| 1    | Red Bull Racing-Honda RBPT | 623    |
| 2    | Mercedes                   | 305    |
| 3    | Ferrari                    | 285    |
| 4    | Aston Martin-Mercedes      | 221    |
| 5    | McLaren-Mercedes           | 172    |
| 6    | Alpine-Renault             | 84     |
| 7    | Williams-Mercedes          | 21     |
| 8    | Haas-Ferrari               | 12     |
| 9    | Alfa Romeo-Ferrari         | 10     |
| 10   | AlphaTauri-Honda RBPT      | 5      |